# Guarda-corpo
Guarda-corpo em balaustre de madeira

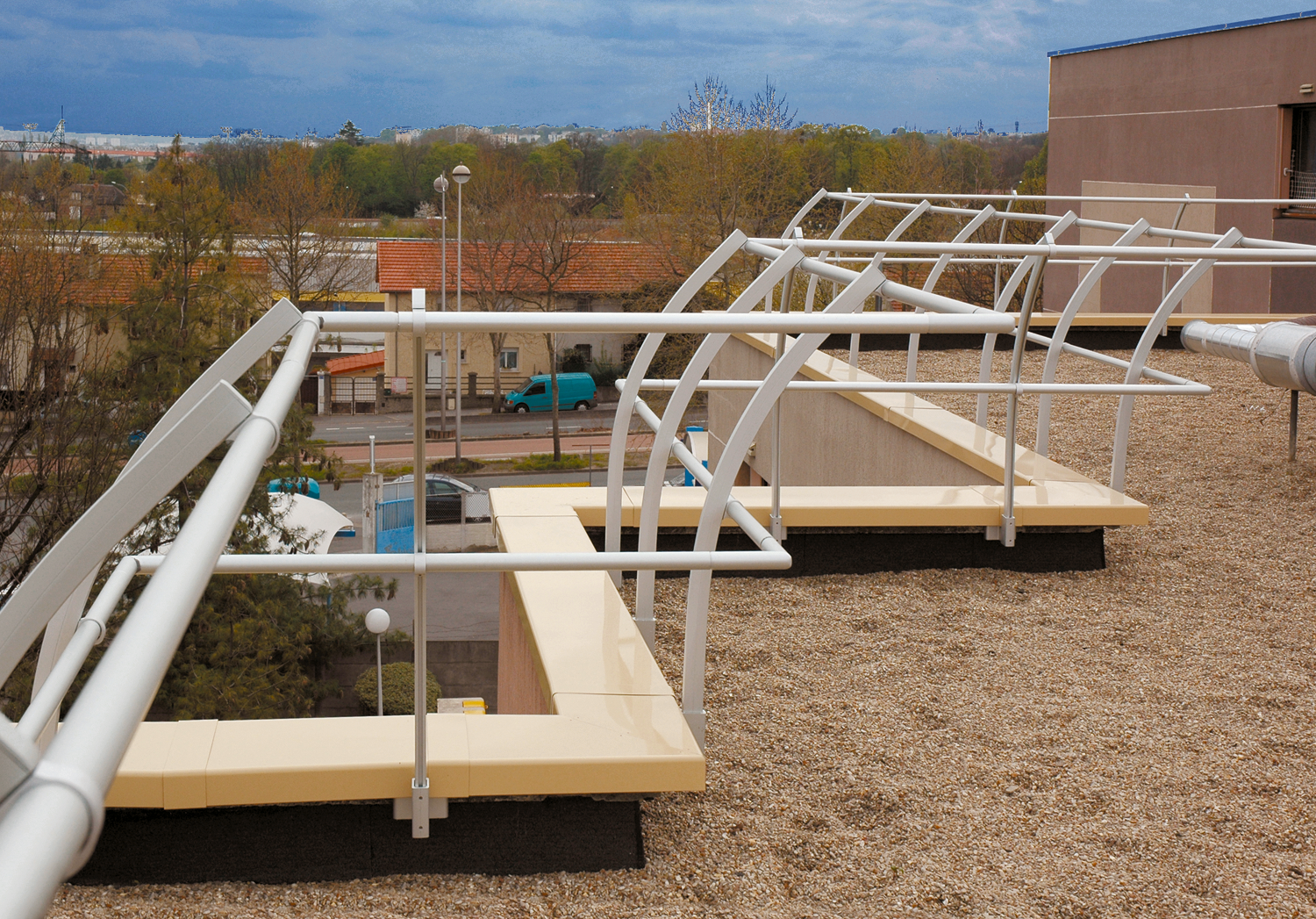
Guarda-corpo fixo em cobertura de laje.

Guarda-corpo ou guarda, refere-se a uma proteção a meia altura, em gradil, balaustrada, alvenaria, entre outros; que resguarda as faces laterais das escadas, terraço, balcão, rampa, varanda, sacada ou vão; em função de desnível de pisos ou de ambientes mais altos em relação aos outros. Com origem nas áreas militares e navais, os guarda-corpos foram os primeiros elementos de proteção e segurança antes de se tornarem elementos arquitetónicos na Renascença, pelas características balaustradas de carácter decorativo e funcional. Em condições gerais, é vedada a utilização, na face interna do guarda-corpo, de
componentes que facilitem a escalada por crianças (ornamentos e travessas que possam ser utilizados como degraus).
A composição das grades pode variar, contudo, implica geralmente que a sua construção corresponda a um mínimo de 1,05m ao longo dos patamares, corredores, mezaninos, e outros; podendo ser abreviado para até 0,92m nas escadas do interior do edifício - altura esta medida verticalmente do topo da guarda à ponta do bocel ou quina do degrau, imediatamente abaixo do ponto de mediação, não sendo dispensável a exigência do corrimão. Quando vazado, as guardas deverão ser fechadas de forma a não permitir a passagem de uma esfera de 0,15 m de diâmetro por nenhuma abertura existente, bem como serem isentas de saliências, reentrâncias ou quaisquer elementos que possam enganchar em roupas. Muitas vezes é encimado por corrimão ou travessa , principalmente quando vazado.

## Descrição

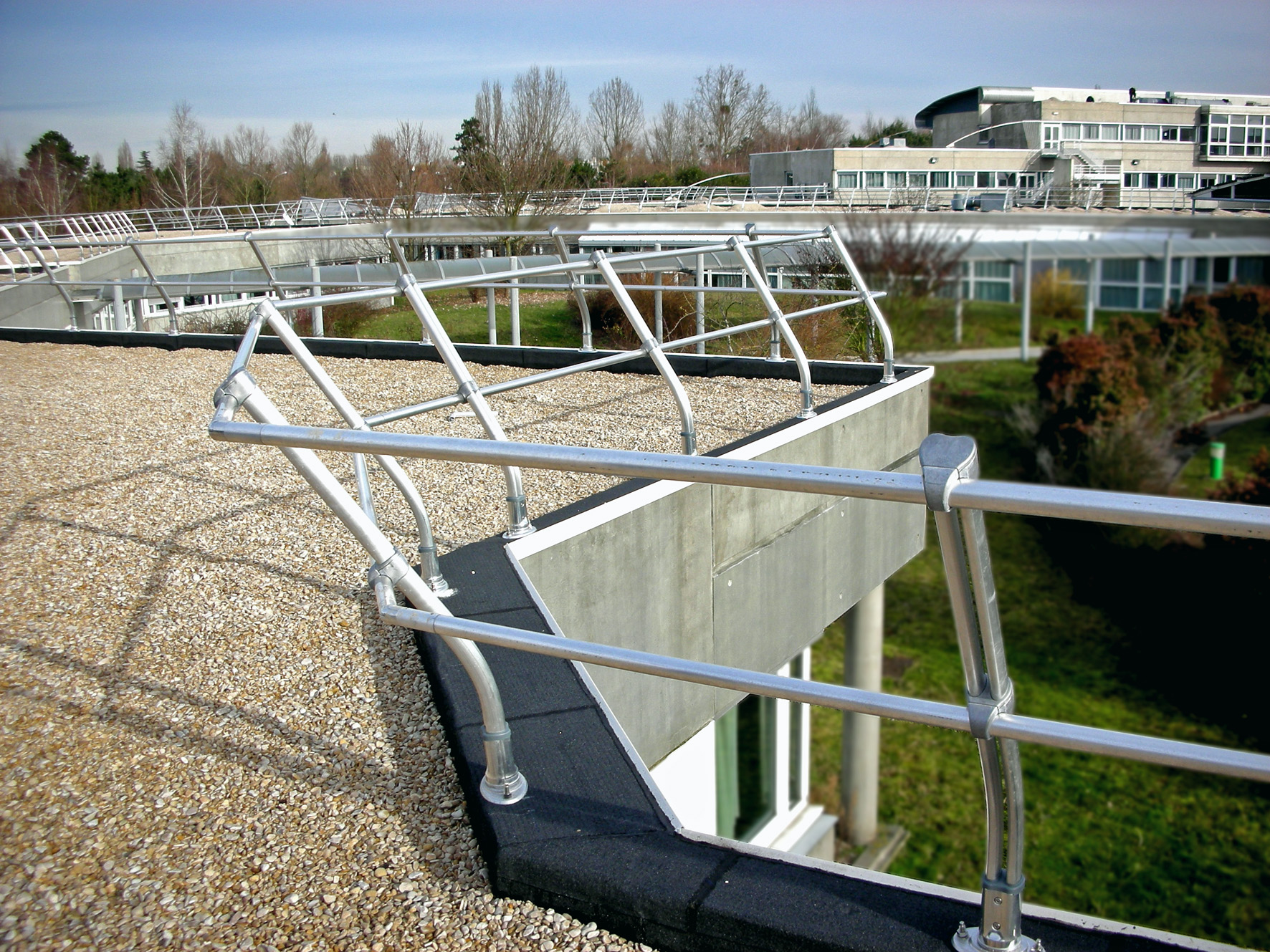
Guarda-corpo de alumínio com travessa horizontal.

Um guarda-corpo é normalmente composto pelos seguintes elementos:
- Gradil: Tipo de guarda-corpo constituído essencialmente de perfis, apresentando a configuração de grade.
- Montante - Perfil que constitui os elementos verticais de um guarda-corpo, ou de qualquer parte integrante deste;
- Travessa - Perfil que constitui os elementos horizontais ou inclinados de um guarda-corpo, ou de qualquer parte integrante deste;
- Peitoril - Travessa situada na parte superior do guarda-corpo;
- Ancoragem - Sistema utilizado para fixação estrutural do guarda-corpo ou de seus componentes à laje de piso ou à cinta de concreto.
- Insert - Elemento estrutural do sistema de fixação ao concreto, que podem ser pinos, chumbadores fixos ou de expansão e grapas;
- Conexão - Elemento de união entre partes ou componentes do guarda-corpo;
- Gaxeta ou Guarnição para Guarda-Corpos - Elemento auxiliar para fixação, com propriedades elásticas.

Os guarda-corpos podem ser compostos de chapas de vidro ou metálicas, de perfis metálicos, ou de qualquer outro material que atenda às exigências requerida. Devem sempre apresentar um peitoril, cuja superfície superior da seção transversal não seja plana horizontal, evitando assim a eventual colocação de objetos.